# Type 2 Ke-To

Le Type 2 Ke-To (二式軽戦車 ケト, Nishiki keisensha Ke-To) était un char léger de la Seconde Guerre mondiale, produit en petit nombre pour l'Armée impériale japonaise comme amélioration du Type 98 Ke-Ni. Il n'a pas été utilisé au combat. 

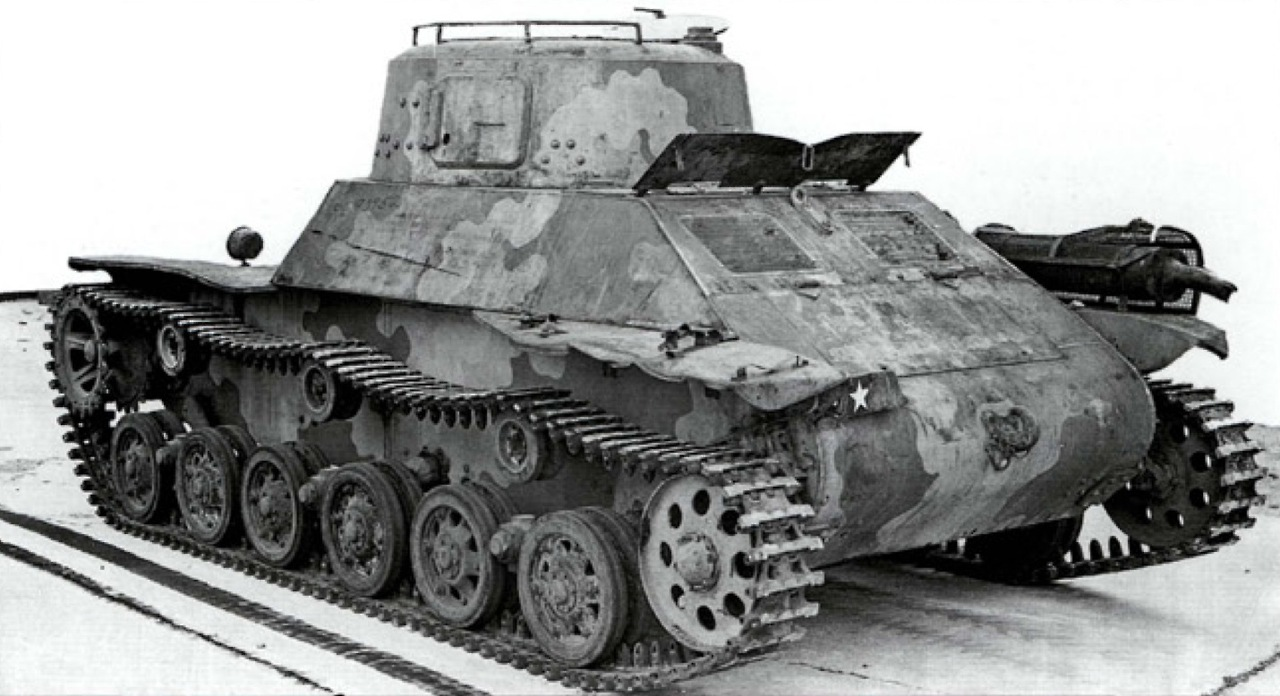
Vue arrière d'un Type 2 Ke-To

## Conception
Le Type 2 Ke-To était basé sur le Type 98 Ke-Ni, en utilisant le même moteur et suspensions à leviers. Cependant, la tourelle a été élargie afin de fournir plus d'espace pour les membres d'équipage et l'armement principal a été changé pour un canon plus puissant Type 1 de 37 mm, avec une vitesse initiale de 800 m/s. Le nouveau 37 mm utilisé a donné au char « des performances légèrement meilleures ». La tourelle conique reçut également une mitrailleuse coaxiale de 7,7 mm. La désignation de "Type 2", représente l'Année impériale japonaise 2602 (1942), "Ke" signifie "lumière", et "To" le nombre de sept.

## Production
La production débuta en 1944, avec 34 unités, et cessa à la fin de la guerre. Ils n'ont jamais été utilisés en combat.